# Viviers, Yonne
Viviers là một xã của Pháp, tọa lạc ở tỉnh Yonne trong vùng Bourgogne.

## Hành chính
| Danh sách các thị trưởng               |           |     |      |         |
| Giai đoạn                              | Giai đoạn | Tên | Đảng | Tư cách |
| mars 2001                              |           |     |      |         |
| Tất cả các dữ liệu trước đây không rõ. |           |     |      |         |

## Biến động dân số
| 1962                                                 | 1968 | 1975 | 1982 | 1990 | 1999 |
| ---------------------------------------------------- | ---- | ---- | ---- | ---- | ---- |
| 122                                                  | 128  | 130  | 153  | 130  | 108  |
| Số liệu lấy từ năm 1962: Dân số không tính hai trùng |      |      |      |      |      |